# Ronde van het Groene Hart 2007
Il Ronde van het Groene Hart 2007, prima edizione della corsa, valido come evento del circuito UCI Europe Tour 2007 categoria 1.1, fu disputato il 25 marzo 2007 per un percorso di 203 km. Fu vinto dal belga Wouter Weylandt al traguardo in 4h 23' 58" alla media di 46,142 km/h.
Dei 131 ciclisti alla partenza furono 80 che portarono a termine la competizione.

## Ordine d'arrivo (Top 10)
| Pos. | Corridore          | Squadra         | Tempo    |
| ---- | ------------------ | --------------- | -------- |
| 1    | Wouter Weylandt    | Quick Step      | 4h23'58" |
| 2    | Graeme Brown       | Rabobank        | s.t.     |
| 3    | Greg Van Avermaet  | Predictor       | s.t.     |
| 4    | Steffen Radochla   | Wiesenhof       | s.t.     |
| 5    | Aart Vierhouten    | Skil-Shimano    | s.t.     |
| 6    | Ciarán Power       | Navigators Ins. | s.t.     |
| 7    | Roy Curvers        | Time            | s.t.     |
| 8    | Bas Giling         | Wiesenhof       | s.t.     |
| 9    | Nikolas Maes       | Choc. Jacques   | s.t.     |
| 10   | Maarten Tjallingii | Skil-Shimano    | s.t.     |